# 死にゆく者への祈り
『死にゆく者への祈り』（しにゆくものへのいのり、原題: A Prayer for the Dying）は、1987年制作のイギリスとアメリカ合衆国の合作映画。ベストセラーの「鷲は舞い降りた」で知られるジャック・ヒギンズ原作。

## あらすじ
スクールバスを誤爆したことに罪悪感を持つアイルランド共和軍（IRA）の元テロリスト・マーティンは神父と盲目の娘が暮らす教会へ身を寄せ、ギャングとIRAの元同僚に命を狙われながら神に罪の許しを請う。

## キャスト
| 役名                     | 俳優                         | 日本語吹き替え |
| 役名                     | 俳優                         | テレビ東京版   |
| ------------------------ | ---------------------------- | -------------- |
| マーティン・ファロン     | ミッキー・ローク             | 松橋登         |
| マイケル・ダ・コスタ神父 | ボブ・ホスキンス             | 山内雅人       |
| ジャック・ミーアン       | アラン・ベイツ               | 田口計         |
| アンナ                   | サミ・デイヴィス             | 井上喜久子     |
| ビリー・ミーアン         | クリストファー・フルフォード | 立木文彦       |
| リーアム・ドチェッティ   | リーアム・ニーソン           | 谷口節         |
| ミラー                   | モーリス・オコンネル         | 岡部政明       |
| クリストー               | イアン・バーソロミュー       | 納谷六朗       |

- テレビ東京版吹き替え：初回放送1991年3月7日『木曜洋画劇場』※ HDニューマスター版BD&DVDに収録。

## 日本語版スタッフ
- 日本語字幕：木原たけし[1]